# Colt Model 1883

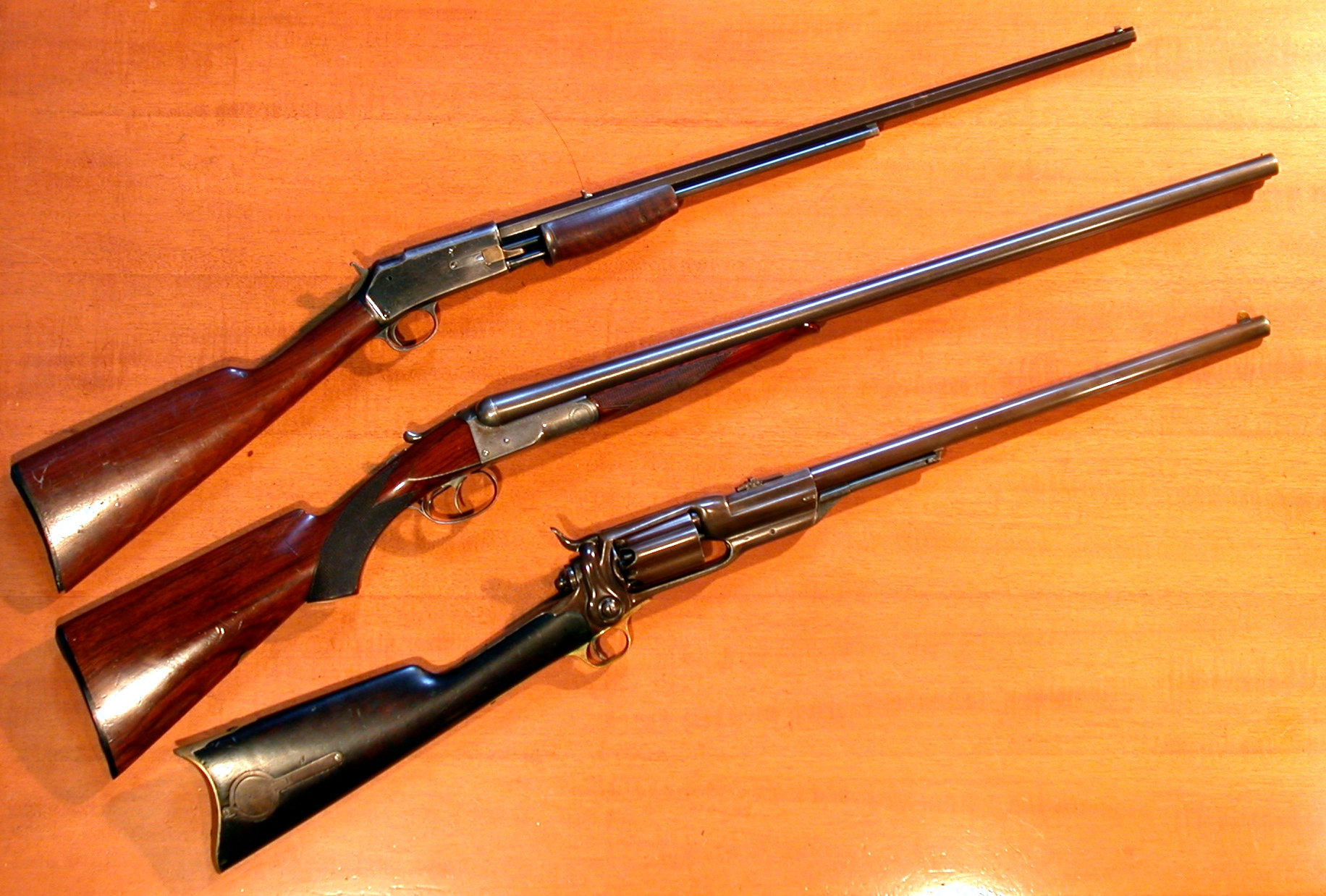
Un fusil de chasse Colt 1883 entre deux carabines de la marque au poulain

Le Colt Modèle 1883 est un fusil de chasse à deux canons lisses juxtaposés fabriqué aux États-Unis à la fin du XIXe siècle. Le client pouvait choisir le  calibre (10 ou 12) et le choke des canons.

## Technique
Muni de 2 détentes,il fonctionne grâce à une platine à chiens internes et s'ouvre à l'aide d'une clef type top lever. Les organes de visée sont fixes et se limitent à un guidon en forme de grain d'orge. La crosse demi-pistolet et le fût sont en noyer et partiellement quadrillés. La longueur des canons était de 71, 76 ou 81 cm.

## Données pour le Colt Model 1883
- Longueur des canons : 71, 76 et 81 cm
- Longueur de l'arme : 113-123 cm
- Masse de l'arme vide : 3,9  kg à 5 kg, suivant le calibre et la longueur des canons.
- Capacité : 2 coups

## Diffusion
Produit à ± 7 400 exemplaires, il fut essentiellement vendu à des chasseurs nord-américains.

## Sources
Cette notice est tirée de la lecture de l'ouvrage de Yves L. CADIOU sur Les Colt (4) : fusils, carabines et mitraileuses publié par les Editions du Portail en 1999.